# Antonio Maria Ciocchi del Monte

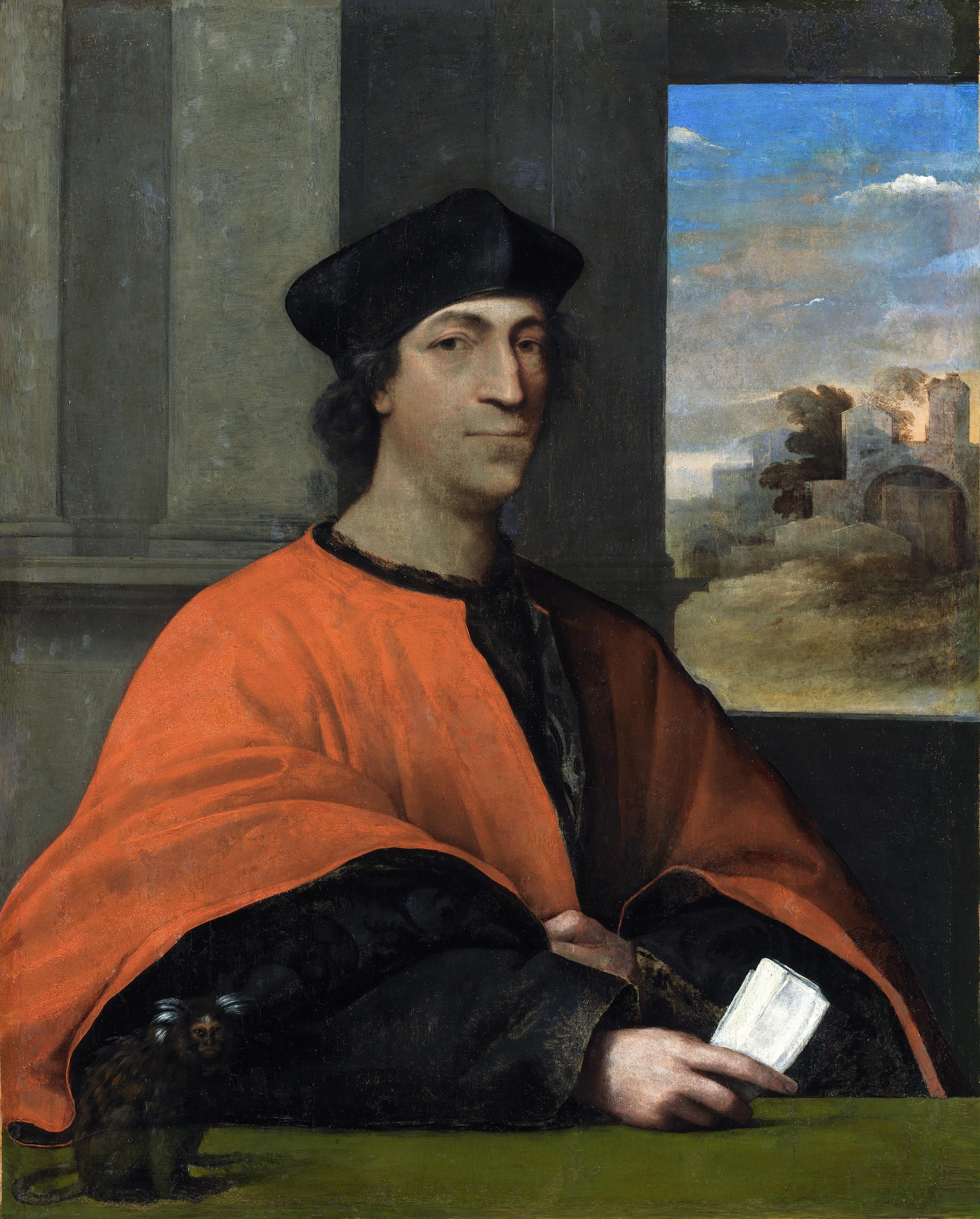
Sebastiano del Piombo: Antonio Maria Ciocchi del Monte (um 1512–1515)

Kardinalswappen (modernes Schema)

Antonio Maria Ciocchi del Monte (* 1462 in Monte San Savino, Provinz Arezzo; † 20. September 1533 in Rom) war ein italienischer Kardinal. Er war ein Onkel von Papst Julius III.

## Leben

### Herkunft und frühe Jahre
Antonio Maria war der jüngste von drei Söhnen des Fabiano Ciocchi und dessen Ehefrau Jacopa, Tochter eines Gaspare, dessen Nachname unbekannt ist. Fabiano nahm den Namen Monte San Savino an, der später zu Monte verkürzt wurde.
Der junge Antonio schloss ein Studium mit dem Doctor iuris utriusque ab und folgte dann seinem Vater und dem älteren Bruder nach Rom. wo er rasch in der römischen Kurie aufstieg. Er wurde zum Konsistorialadvokaten berufen und Papst Innozenz VIII. wie auch dessen Nachfolger Alexander VI. schätzten seinen Rat. Am 27. März 1493 wurde er zum Auditor der Römischen Rota ernannt. Im Jahr 1495 wurde er Pfarrer von Sant’Agnese in Arezzo und im Jahr darauf Propst von San Luciano in der Nähe seines Geburtsortes. Er widmete sich einige Jahre seinen seelsorglichen Aufgaben, bis er 1498 von Papst Alexander VI. nach Rom zurückgerufen wurde, um erneut in der Rota Romana zu arbeiten. Ende Juli 1502 verlieh der Papst ihm die Zuständigkeit für alle Gebiete im Herrschaftsbereich seines Sohnes Cesare Borgia und damit eine herausgehobene Stellung innerhalb der Rota; zugleich wurde Antonio del Monte zum Apostolischen Protonotar ernannt. Cesare Borgia machte ihn Anfang 1503 zum Generalgouverneur der Romagna.

### Kirchliche Laufbahn
Am 4. August 1503 wurde Del Monte zum Bischof von Città di Castello ernannt, jedoch konnte er das Bistum nicht in Besitz nehmen, da sein Vorgänger Giulio Vitelli, obwohl er von Alexander VI. abgesetzt worden war, weiterhin Anspruch auf den Bischofssitz erhob und diesen Anspruch auch mit Gewalt verteidigte. Die Vitelli waren zu jener Zeit die führende Familie in Città di Castello und Bischof Giulio genoss starken Rückhalt in der Stadt. Der neue Papst Julius II. bestätigte Ciocchi del Montes Ernennung und drohte im Juni 1505 der Stadt mit dem Interdikt, daraufhin beugte sie sich und im Juli desselben Jahres konnte Ciocchi del Monte sein Bistum in Besitz nehmen. Die Bischofsweihe spendete ihm am 4. Januar 1506 in der römischen Kirche San Pietro in Vincoli der Bischof von Castro Tito Veltri di Viterbo. Mitkonsekratoren waren Nicolò Antonio Pesci, Bischof von Muro Lucano, und Francesco Filipperi, Bischof von Ferentino. Antonio Maria Ciocchi del Monte hatte diesen Bischofssitz bis zum 6. Februar 1506 inne, als er zum Erzbischof von Manfredonia erhoben wurde, was er bis zum 30. Mai 1511 blieb.
Papst Julius II. kreierte Antonio Maria Ciocchi del Monte im Konsistorium vom 10. März 1511 zum Kardinal. Den Galero erhielt er drei Tage darauf und als Kardinalpriester wurde er am 17. März desselben Jahres in seiner Titelkirche San Vitale installiert. Am 30. Mai 1511 wurde der Kardinal zum Administrator des Bistums Pavia ernannt, auf dieses Amt verzichtete er am 13. März 1521 zugunsten seines Neffen Giovanni Maria Ciocchi del Monte, der später als Julius III. Papst werden sollte. Er nahm am Konklave 1513 teil, bei dem Leo X. zum Papst gewählt wurde. Am 4. Juli 1514 wechselte er zur Titelkirche Santa Prassede, 1516–1517 war er Kämmerer des Heiligen Kardinalskollegiums.
Als im Frühjahr 1517 ein Mordkomplott mehrerer Kardinäle gegen Leo X. aufgedeckt wurde, betraute der Papst Kardinal Ciocchi del Monte mit den Untersuchungen gegen die Kardinäle Alfonso Petrucci und Bandinello Sauli, die als Drahtzieher der Verschwörung genannt wurden; auch Kardinal Raffaele Riario war hierin verwickelt, wenn auch in geringerem Maße. Ciocchi del Montes Untersuchungsergebnisse überzeugten Leo X. so vollständig, dass er im Konsistorium vom 22. Juni 1517 die beiden Männer ihrer Ämter enthob. Kardinal Ciocchi del Monte wurde am 24. Juli 1521 zum Kardinalbischof erhoben und ihm wurde das suburbikarische Bistum Albano übertragen. Er nahm am Konklave 1521–1522 teil, aus dem Hadrian VI. als Papst hervorging.
Im Februar 1523 berief Hadrian VI. ihn in eine Kommission, die die finanziellen Schwierigkeiten des Vatikans beheben sollte. Diesen waren durch die große Anzahl der unter Leo X. neu geschaffenen Posten innerhalb der Kurie entstanden, die nun wieder abgeschafft werden sollten. Im Konsistorium vom 23. Juli 1523 stellte Kardinal Ciocchi del Monte sich gegen ein Bündnis mit Kaiser Karl V., da er eine Schwächung der Position seines Alliierten Franz I. von Frankreich befürchtete. Antonio Maria Ciocchi del Monte war Teilnehmer des Konklave 1523, durch das Giulio de’ Medici zum Papst Clemens VII. gewählt wurde.
Er wechselte am 9. Dezember 1523 auf den suburbikarischen Bischofssitz von Frascati und bereits am 18. Dezember desselben Jahres auf den von Palestrina; am 20. Mai 1524 wiederum auf den von Sabina und schließlich am 15. Juni desselben Jahres nach Porto und Santa Rufina, womit er Kardinalsubdekan wurde. Nach dem Beitritt des Medici-Papstes zur Liga von Cognac mit Frankreich, Venedig und den Sforza, durch den sich Clemens VII. zu einer antikaiserlichen Politik bekannte, wurde Kardinal Ciocchi del Monte führendes Mitglied der päpstlichen Kommission, die den Kirchenstaat auf den heranziehenden Krieg vorbereiten sollte. Diese Vorbereitungen waren jedoch viel zu schwach, um der Übermacht der spanischen und deutschen Truppen außerhalb und der Feindschaft der Colonna innerhalb Roms widerstehen zu können. Als in den Morgenstunden des 6. Mai 1527 der Sacco di Roma begann, war Antonio Maria Ciocchi del Monte einer der wenigen Kardinäle, die beim Papst in dessen aussichtsloser Lage ausharrten und ihn bei seiner Flucht in die Engelsburg begleiteten. Kardinal Ciocchi del Monte versuchte, mit dem Kaiser über einen Abzug der Truppen aus Rom zu verhandeln und unterzeichnete die Kapitulation vom 5. Juni 1527, zu deren Bedingungen es gehörte, dass sein Neffe Giovanni Maria eine der sieben Geiseln der kaiserlichen Partei wurde. Nachdem die Person des Papstes nach der Einnahme der Engelsburg durch spanische und deutsche Truppen am 7. Juni 1527 in den Händen des Kaisers war, fiel Ciocchi del Monte die Aufgabe zu, mit den Emissären des Kaisers über die Haftbedingungen des Papstes zu verhandeln.

### Letzte Jahre und Tod
Ab 1528 war Antonio Maria Ciocchi del Monte mit den Fragen der Scheidung des englischen Königs Heinrich VIII. von Katharina von Aragon befasst, die letztlich zur Exkommunikation Heinrichs und zum Entstehen der Kirche von England führten. Zur gleichen Zeit forderte Karl V. in einem Brief an den Papst dringend die Einberufung eines Konzils, auf dem die Frage der Reformation beraten werden sollte, Kardinal Ciocchi del Monte unterstützte dieses Vorhaben nachdrücklich, doch ohne Erfolg.
Anfang September 1533 bat Kardinal Ciocchi del Monte den Papst, seinen Neffen zur Ausübung seiner Amtsgeschäfte hinzuziehen zu dürfen, was ihm auch gewährt wurde. Wenige Wochen später starb er 72-jährig in Rom und wurde in der dortigen Kirche San Pietro in Montorio beigesetzt. Nachdem sein Neffe Giovanni Maria Ciocchi del Monte 1550 als Julius III. Papst geworden war, ließ dieser ihm ein prächtiges Grabmal errichten, in dem Antonio Maria Ciocchi del Monte an der Seite seines Bruders Vincenzo, des Vaters von Julius III., bestattet wurde.

## Leistungen
Antonio Maria Ciocchi del Monte war einer der maßgeblichen Organisatoren des Fünften Laterankonzils und dort Mitglied der Kommission zur Reform der Kurie. 1521 veröffentlichte er mit Zustimmung des Papstes die Akten des Konzils.

„Er war zwei Jahrzehnte lang eine der Hauptfiguren der päpstlichen Politik und einer der kundigsten Staatsmänner der Kurie.“